# Dominicus Goltzius

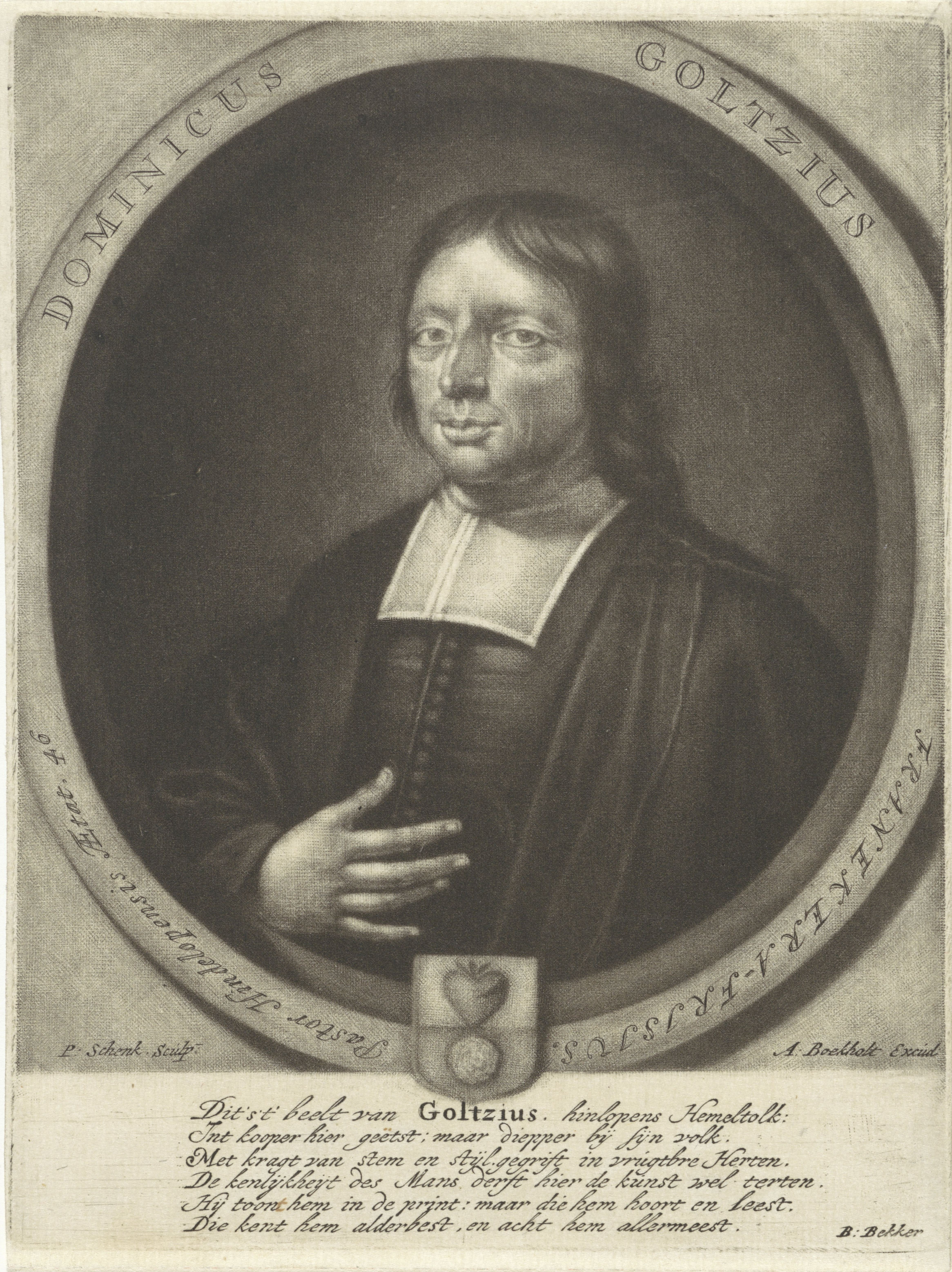
Portret van Dominicus Goltzius door Pieter Schenk (I)

Dominicus Goltzius (1644 - 1721) was een Nederlands predikant van de Gereformeerde Kerk uit de tweede helft van de zeventiende eeuw.

## Leven en werk
Hij heeft verscheidene boeken geschreven. Hij schreef een uitlegkundig boek op de brief van Jacobus  De Algemene Sendbrief des Apostels Jacobi .
Ook verschillende preken heeft hij in druk uitgegeven. Een prekenbundel heeft als titel:  Uytgelesene Bybel-stoffe. Hij behoort tot de aanhangers van de zogenoemde Nadere Reformatie. Dit was een stroming in de kerk die op verdere doorwerking van de Bijbelse beginselen in het volksleven de nadruk legde.
- Biografisch Portaal: 38987575
- Gemeinsame Normdatei: 140115749
- International Standard Name Identifier: 0000 0000 7351 2198
- Library of Congress Control Number: no2019058392
- Nederlandse Thesaurus van Auteursnamen: 070598592
- Virtual International Authority File: 103418614